# Elli Staerck
Elli Staerck, später Elli Kögl-Staerck (1. März 1930 – 28. September 2024), war eine erfolgreiche österreichische Eiskunstläuferin (bl. 1940er–1950er Jahre). Sie war Gründerin des Eissport Club Graz sowie Cheftrainerin und Herzstück des Grazer Eiskunstlaufs. Sie prägte über Jahrzehnte die österreichische Eiskunstlaufszene und war hauptverantwortlich für die Etablierung und das Vorantreiben des Eiskunstlaufs in Graz und der Steiermark.

## Leben und Wirken
Ihre Eiskunstlauf-Karriere begann, als sie mit ihrem Eiskunstlaufpartner Harry Gareis bei den steirischen Gaumeisterschaften im Eiskunstlaufen in Graz am 17. Jänner 1943 im Paarlauf Zweite wurde und am 20. Februar 1944 mit ihm die Paarmeisterschaften gewann. Sie gewann zusammen mit Harry Gareis von 1948 bis 1951 mehrere Medaillen im Paarlauf der Österreichischen Eiskunstlaufmeisterschaften und trat danach mit ihm international in Eistanzshows auf. Im Paarlauf belegte sie 1950 zusammen mit Harry Gareis den sechsten Platz bei den Eiskunstlauf-Weltmeisterschaften und den vierten bei den Europameisterschaften.
Auch ihre Tochter Marina Kögl und Enkelin Denise Kögl (* 3. August 1988 in Graz) sind im Eiskunstlauf erfolgreich.

## Ergebnisse

### Paarlauf
(mit Harry Gareis)
| Wettbewerb / Jahr               | 1948 | 1949 | 1950 | 1951 |
| ------------------------------- | ---- | ---- | ---- | ---- |
| Weltmeisterschaften             |      |      | 6.   |      |
| Europameisterschaften           |      | 8.   | 4.   |      |
| Österreichische Meisterschaften | 3.   | 2.   | 2.   | 1.   |